# Overleaf
Overleaf — онлайн-редактор LaTeX.

## История
Был основан в 2012 году под названием WriteLaTeX. В 2017 году владельцем редактора был приобретён ShareLaTeX, из-за чего Overleaf был заменён на новый редактор, смешивающий старый Overleaf и ShareLaTeX.

## Функциональность
Позволяет нескольким пользователям редактировать один и тот же документ одновременно и просматривать изменения друг друга в режиме реального времени. Программа поддерживает практически все функции LaTeX, включая вставку изображений с помощью окружения tikz, библиографию формата BiBTeX, уравнения и многое другое. Файлы LaTeX хранятся на сервере Overleaf. Эти файлы могут быть загружены на локальный компьютер при необходимости. Документ также можно конвертировать в PDF-файл для печати.

## Особенности веб-редактора
Сайт следует модели Freemium. Таким образом, бесплатные учётные записи и экземпляры, использующие версию Overleaf с открытым исходным кодом, включают следующие функции:
- частные или публичные проекты;
- совместная работа в режиме реального времени;
- проверка орфографии;
- компиляция PDF в один клик.

Платные аккаунты отличаются от бесплатных аккаунтов тем, что они предлагают:
- отслеживание изменений;
- синхронизация Dropbox;
- GitHub-синхронизацию.

## Техническая архитектура
Программа Overleaf использует Node.js. Она написана на CoffeeScript, использует систему баз данных MongoDB, в дополнение к Redis.